# Карш (музыкальный инструмент)
Карш (горномар. кӓрш, луговомар. кӱсле, сев.-зап. мар. кӓрш, кӹсле, кӹслӓ) — марийский народный струнный щипковый музыкальный инструмент, относится к типу шлемовидных гуслей.

## Описание
Корпус (длиной 100—120 см) делается из тонких берёзовых, кленовых дощечек. Высота корпуса составляет 12—15 см Верхняя дека изготовлялась из еловой или пихтовой доски особо сухостойкого дерева. В середине верхней деки имеется резонаторное отверстие.
В древности корпус изготовляли их цельного куска дерева. Струны (луговомар. кыл, горномар. кӹл) (17—25 и более на инструменте) в прошлом жильные (из овечьих кишок), ныне — металлические, натягиваются на кленовые или дубовые колки с левой стороны. Звукоряд в основном диатонический. Инструмент используется соло и в ансамблевом исполнении. Во время праздников, свадеб наигрыши исполнялись в ансамбле с другими народными инструментами (шювыром, тюмыром, кобызом). На карше исполняются в основном плясовые наигрыши, бытовые и праздничные песни, инструментальные пьесы. В ранних источниках имеются упоминания о 8-струнном инструменте с пентатоновым звукорядным строем. В XIX веке применялся карш с числом струн 15—17 (19). В 1938 году мастер М. Маркелов вместе с известным гусляром П. С. Тойдемаром усовершенствовал карш и довёл число струн до 28—30. Современные концертные карши имеют до 35—40 струн.

## Название
В настоящее время в русскоязычных изданиях наиболее распространённое название для инструмента — луговомарийская форма кӱсле, является позднейшим заимствованием русского названия гусли. Это произошло из-за большего влияния и распространённости лугово-восточного наречия среди разновидностей марийского языка. Тем не менее, исконное марийское слово для обозначения этого инструмента — кӓрш, сохранившееся в горномарийском и северо-западном марийском языках. До XVI века этим словом пользовались и луговые марийцы, но потом оно было вытеснено русским заимствованием и вышло из употребления.

## Распространение
Инструмент был распространён у марийцев повсеместно. Он функционировал как культовый и празднично-досуговый инструмент. Марийцы считали карш божьим (божественным) инструментом, неотъемлемым атрибутом древних культовых отправлений в священных рощах. Игрой на карше сопровождались основные этапы подготовки и проведения молений с жертвоприношениями, чтение молитв-заклинаний. Репертуар ритуально-культовых мелодий был довольно обширен. Существовали ритуальные напевы, исполнявшиеся на карше в честь покровителя пчёл (например, Мӱкш он муро — Песня пчелиного предводителя). В светской, бытовой традиции игрой на карше сопровождали пение и пляски, бытовые и праздничные увеселения. Значительный репертуар музыки на карше составляют плясовые наигрыши, праздничные песенные мелодии. В моркинско-волжской субэтнической традиции они входили в состав ансамбля, сопровождавшего марийскую свадьбу. Со временем бытовые функции стали преобладать над ритуальными. На карше мог исполняться почти весь репертуар и жанровый круг напевов марийской деревни.

## Товарный знак Марий Эл
5 июня 2019 года марийские гусли были признаны вторым товарным знаком Республики Марий Эл (после горномарийского пирога кыравец). В Марийском театре оперы и балета имени Э. Сапаева произошла торжественная церемония вручения свидетельства.